# Бросак
Бросак (фр. Brossac) насеље је и општина у западној Француској у региону Поату-Шарант, у департману Шарант која припада префектури Коњак.
По подацима из 2011. године у општини је живело 532 становника, а густина насељености је износила 24,36 становника/km². Општина се простире на површини од 21,84 km². Налази се на средњој надморској висини од 159 метара (максималној 184 m, а минималној 75 m).

## Демографија
| 1962. | 1968. | 1975. | 1982. | 1990. | 1999. | 2011. |
| ----- | ----- | ----- | ----- | ----- | ----- | ----- |
| 694   | 778   | 679   | 635   | 593   | 524   | 532   |

График промене броја становника у току последњих година